# 35-ös busz (Szombathely)
A szombathelyi 35-ös jelzésű autóbusz a Minerva lakópark és az Olad, autóbusz-forduló megállóhelyek között közlekedett 2022. január 1-ig. A vonalat a Volánbusz üzemeltette. A buszokra csak az első ajtón lehetett felszállni.

## Története
2022. január 1-től a helyi járatok üzemeltetését a Blaguss Agora vette át. Ettől a naptól kezdve a 30Y mindennap közlekedik, útvonala meghosszabbításra került a Minerva lakópark és Olad felé is. Ezzel egy időben a 35-ös járat megszűnt.

## Közlekedése
Csak hétvégén közlekedett, 40 percenként. Hétköznap a 30Y, az 5-ös és a 6-os buszok váltották ki.

## Járművek
A vonalon Ikarus 280, ARC 187 és Rába Premier 291 típusú csuklós autóbuszok közlekedtek. Ritkán Credo BN 12típusú szóló autóbuszok is közlekedtek.

## Útvonala
| Olad, autóbusz-forduló felé | Minerva lakópark felé |
| --- | --- |
| Minerva lakópark - Demeter utca - Minerva utca - 11-es Huszár út - Kalló utca - Farkas Károly utca - Pipacs utca - Bajnok utca - Saághy István utca - 11-es Huszár út - Bocskai István körút - Semmelweis Ignác utca - Vasút utca - Vasútállomás - Szelestey László utca - Vörösmarty Mihály utca - Szent Márton utca - Thököly Imre utca - Kiskar utca - Hollán Ernő utca - Sörház utca - Petőfi Sándor utca - Rohonci út - Bem József utca - Váci Mihály utca - Kodály Zoltán utca - Kassák Lajos utca - Faludi Ferenc utca - Dolgozók útja - Ernuszt Kelemen utca - Szabadföldi utca - Olad, autóbusz-forduló | Olad, autóbusz-forduló - Szabadföldi utca - Ernuszt Kelemen utca - Dolgozók útja - Rohonci út - Petőfi Sándor utca - Sörház utca - Hollán Ernő utca - Kiskar utca - Thököly Imre utca - Szent Márton utca - Vörösmarty Mihály utca - Széll Kálmán utca - Vasútállomás - Vasút utca - Semmelweis Ignác utca - Bocskai István körút - 11-es Huszár út - Repülők útja - Viktória utca - Diana utca - Demeter utca - Minerva lakópark |

## Megállói
| 0  | Minerva lakópark                                                        | 32 |                                          | METRO Áruház, ALDI |
| 2  | Kalló utca                                                              | ∫  |                                          | |
| ∫  | Viktória Bútorház                                                       | 30 |                                          | Viktória Bútorház, Szombathely Center |
| 3  | Kámon, autóbusz-váróterem                                               | ∫  |                                          | |
| ∫  | METRO                                                                   | 29 |                                          | METRO Áruház, LIDL, ALDI |
| 4  | Stromfeld lakótelep (Korábban: Ciao Amico Pizzéria)                     | 26 |                                          | Ciao Amico Pizzéria, Ciao Amico Hotel |
| 5  | Magyar Tenger Vendéglő                                                  | ∫  |                                          | Magyar Tenger Vendéglő |
| 6  | 11-es Huszár út 141.                                                    | 25 |                                          | Tüdőkórház, Elmegyógyintézet |
| 7  | 11-es Huszár út 69.                                                     | 24 |                                          | Aréna Savaria, Huszár Laktanya, Apáczai Waldorf Általános Iskola |
| 8  | Neumann János Általános Iskola                                          | 23 | 29A, 29C                                 | Neumann János Általános Iskola, Donászy Magda Óvoda |
| 9  | Semmelweis Ignác utca                                                   | 22 | 6, 29A, 29C                              | MÁV-rendelő |
| 10 | Vasútállomás                                                            | 20 | 1C, 6, 7, 8, 10H, 12B, 21B, 26, 29A, 29C | Szombathely Helyi autóbusz-állomás, Éhen Gyula tér |
| 12 | 56-osok tere (Vörösmarty utca) (↓) 56-osok tere (Széll Kálmán utca) (↑) | 18 | 1C, 6, 7, 8, 12B, 21B, 26, 29A, 29C      | 56-osok tere, Vámhivatal, Földhivatal, Államkincstár, Gyermekotthon |
| 14 | Aluljáró (Szent Márton utca)                                            | ∫  | 6, 7, 8, 10H, 12B, 21B, 26               | Borostyánkő Áruház, Vásárcsarnok, Vízügyi Igazgatóság |
| ∫  | Aluljáró (Thököly utca)                                                 | 16 | 6, 7, 9, 10H, 12B, 21B, 26               | Történelmi Témapark, Szent Erzsébet Ferences templom, Kanizsai Dorottya Gimnázium |
| 16 | Városháza                                                               | 14 | 6, 7, 8, 9, 10H, 12B, 21B, 26            | Városháza, Fő tér, Isis irodaház, Okmányiroda |
| 18 | Nyomda                                                                  | 13 | 8, 9, 10H                                | Nyomda, Óperint üzletház, Smidt Múzeum, Kiskar utcai rendelő, Sarlós Boldogasszony-székesegyház, Megyeháza, Püspöki Palota, Nyugat Magyarországi Egyetem D Épület, Levéltár                                                                          |
| 19 | Autóbusz-állomás (Sörház utca)                                          | 11 | 8, 9, 10H                                | Autóbusz-állomás, Ady Endre tér, Tűzoltóság, Régi börtön, Megyei Művelődési és Ifjúsági Központ, Kereskedelmi és Vendéglátói Szakközépiskola, Puskás Tivadar Szakképző Iskola, Járdányi Paulovics István Romkert, Weöres Sándor Színház, Kollégiumok |
| 21 | Haladás pálya                                                           | 9  | 9, 10H                                   | Haladás Sportkomplexum |
| 22 | Órásház                                                                 | 8  | 9, 10H, 29A, 29C                         | Órásház, Derkovits Bevásárlóközpont, Bolyai János Gyakorló Általános Iskola és Gimnázium |
| 23 | Perint híd                                                              | 7  | 9, 29A                                   | Sportliget |
| 24 | Bem József utca                                                         | ∫  | 9, 29A                                   | |
| ∫  | Árkádia Bevásárlóközpont                                                | 5  |                                          | Árkádia Bevásárlóközpont, Sportliget |
| 26 | Oladi iskolák (Korábban: Oladi Művelődési és Oktatási Központ)          | ∫  | 10H                                      | Oladi Művelődési és Oktatási Központ, Simon István utcai Általános Iskola, Teleki Blanka Szakközép és Szakiskola |
| 27 | Nagy László utca                                                        | ∫  | 10H                                      | Batthyány-Strattmann László és Fatimai Szűz Mária templom |
| 29 | TESCO Szupermarket                                                      | ∫  | 10H                                      | TESCO Szupermarket, PENNY MARKET |
| ∫  | Dugovics Titusz utca                                                    | 3  |                                          | |
| 30 | Oladi városrész, autóbusz-váróterem                                     | ∫  | 10H                                      | |
| 32 | Olad, bejárati út                                                       | 2  |                                          | |
| 33 | Ernuszt Kelemen utca 25.                                                | 1  |                                          | Herman Ottó Szakközépiskola |
| 34 | Olad, autóbusz-forduló                                                  | 0  |                                          | Oladi Szentháromság templom, Weöres Sándor Óvoda |

## Külső hivatkozások
- Szombathely valósidejű közösségi közlekedési információ (magyar nyelven). Északnyugat-magyarországi Közlekedési Központ. [2017. február 28-i dátummal az eredetiből archiválva]. (Hozzáférés: 2017. május 10.)